# Kirchenstaat
Der Kirchenstaat (lateinisch: Dicio Pontificia, Status Pontificius oder Status Ecclesiasticus, italienisch: Stato Pontificio oder Stato della Chiesa [ˈstaːto della ˈkjeːza]) war das weltlich-politische Herrschaftsgebiet des Oberhaupts der römisch-katholischen Kirche. Er bestand von 756 bis 1870.
Der Kirchenstaat soll durch die kontroverse Pippinsche Schenkung 756 (auch Pippinische Schenkung) aus den Ländereien des Bischofs von Rom (Patrimonium Petri) entstanden sein.
Nach einer Volksabstimmung am 6. Oktober 1870 wurde der Kirchenstaat Teil des Königreichs Italien. Damit wurde die Einigung Italiens vollendet.
In den Lateranverträgen von 1929 wurde die staatliche Souveränität der Vatikanstadt in Rom durch die italienische Regierung anerkannt.

## Geographie
Der Kirchenstaat war ein Staatenverbund auf der Apenninhalbinsel, der im Laufe des Mittelalters von Rom und Latium ausgehend immer größere Teile Mittelitaliens bis hin zur Adria umfasste. Darüber hinaus gehörten zwei süditalienische, von neapolitanischem Gebiet umschlossene Exklaven – Benevent und Pontecorvo – zum Kirchenstaat; seit dem zeitweiligen, von Frankreich erzwungenen Papsttum in Avignon im 14. Jahrhundert gehörten bis zur Französischen Revolution auch die Grafschaft Avignon und das Comtat Venaissin dazu.

## Geschichte

### Patrimonium Petri
Seit dem 4. Jahrhundert wuchs der Grundbesitz der römischen Kirche in Italien durch Schenkungen zahlreicher Güter in Süd- und Mittelitalien und auf Sizilien an. Die Patrimonium Petri („Vermögen des Petrus“) genannten Besitzungen machten den Bischof von Rom im 6. Jahrhundert zu einem der größten Grundbesitzer in Italien. Durch die Reform von Papst Gregor I. und den Wechsel zu einer straffen Zentralverwaltung bekam das Patrimonium Petri zunehmend den Charakter eines Herrschaftsgebildes. Unter Berufung auf eine angebliche Urkunde Konstantins, die Konstantinische Schenkung, erhoben die Päpste Anspruch auf eine unabhängige geistliche und weltliche Landesherrschaft. Obwohl die Konstantinische Schenkung schon 1440 durch Lorenzo Valla als Fälschung entlarvt wurde, blieb sie jahrhundertelang Grundlage für den päpstlichen Herrschaftsanspruch in Italien.
Zu Anfang des 8. Jahrhunderts kam es zu Auseinandersetzungen zwischen der weströmischen Kirche, den Langobardenkönigen und dem oströmischen Kaiserreich, in deren Folge viele Besitzungen wieder verlorengingen. Es verblieb lediglich das Dukat (byzantinischer Verwaltungsbezirk) Rom als Herrschaftsgebiet.

### Schenkung von Sutri
Als frühestmögliche Staatsgründung bzw. als Schlüsselereignis auf dem Weg zur Bildung des Kirchenstaates wird in Italien die Schenkung von Sutri im Jahr 728 angesehen. Um die Rückendeckung oder zumindest Neutralität des Papstes gegen langobardische Rivalen zu gewinnen, soll der langobardische König Liutprand Papst Gregor II. die den Byzantinern abgenommene Latium-Stadt Sutri überantwortet haben. Nach der Beilegung einer erneuten Konfrontation 739 gab Liutprand 741 bzw. 742 noch die Orte Amelia, Orta, Bomarzo und Bieda hinzu. Als sein Nachfolger Aistulf jedoch zur Eroberung Ravennas und Roms ansetzte, rief das Papsttum den Herrscher der Franken zu Hilfe, der schon 742 vermittelt hatte.
Als Pippin III. 751 zum König der Franken gewählt wurde, ließ er sich von Papst Zacharias die Wahl bestätigen. Dadurch wurden die Karolinger als Königsgeschlecht bestätigt. Die Expansionsbestrebungen des Langobardenkönigs Aistulf in Italien bewogen Papst Stephan II. 754 dazu, sich von Byzanz abzuwenden und die Franken als Gegenleistung für deren Legitimierung um Schutz zu bitten.

### Pippinsche Schenkung

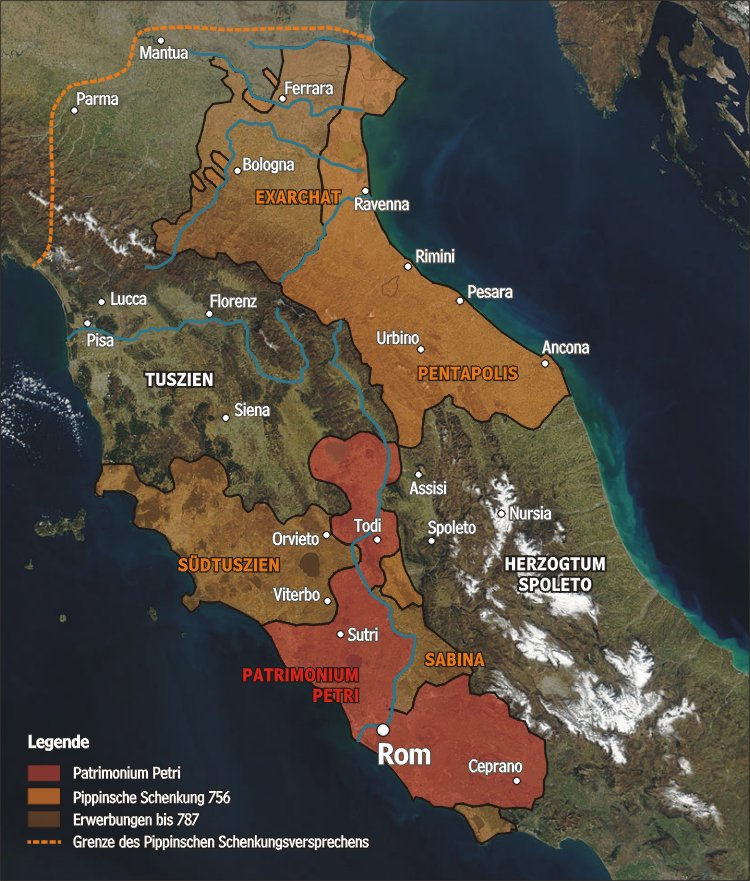
Die Bildung des Kirchenstaates, um 800

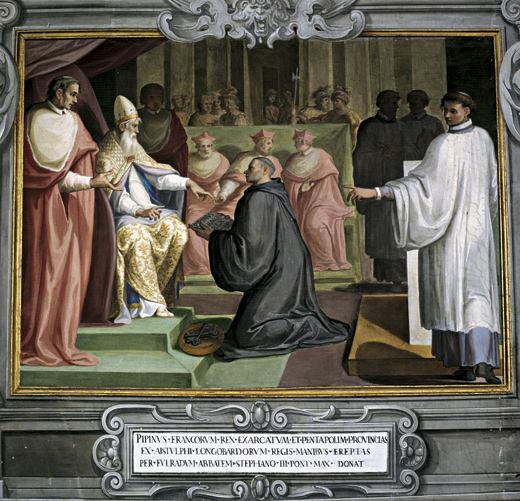
Papst Stephan II. nimmt von Abt Fulrad von Saint-Denis die Schenkungsurkunde Pippins entgegen.

Gemäß einem zwei Jahre zuvor gemachten Versprechen habe Pippin im Jahr 756 die von den Langobarden zurückeroberten Gebiete (das Dukat Rom, das Exarchat Ravenna, die Pentapolis, Tuszien, Venetien, Istrien sowie das Herzogtum Spoleto und das Herzogtum Benevent) dem Papst als kirchliche Territorien geschenkt. Dies wurde als Pippinsche Schenkung bekannt – in Anlehnung an die um 800 datierte, gefälschte Konstantinische Schenkung – und ist die unsichere Grundlage des Kirchenstaats. Da die Schenkungsurkunde von Quierzy die Zeiten nicht überdauert hat, ist ihr genauer Inhalt jedoch unbekannt, so dass die Pippinsche Schenkung von Historikern kontrovers diskutiert und eine nachträgliche Fälschung durch die katholische Kirche als wahrscheinlich betrachtet wird.
Durch die Kaiserkrönung von Pippins Sohn Karl dem Großen durch Papst Leo III. am Weihnachtstag 800 beanspruchten die fränkischen Herrscher die Übernahme der römischen Kaiserwürde. Damit verknüpft wurde auch die sakrale Komponente übernommen, wodurch sich die fränkischen Kaiser als Beschützer des Christentums und des Kirchenstaats nach außen darstellen konnten.
Bis 787 kamen Sabina, Südtuszien und einige kleinere Territorien dazu. Das Gebiet des Kirchenstaats reichte nun von Küste zu Küste und wurde 962 durch Kaiser Otto I. im Privilegium Ottonianum bestätigt.

### Spätmittelalter
1201 wurde das Herzogtum Spoleto erworben. 1213 erkannte Kaiser Friedrich II. in der Goldbulle von Eger den Kirchenstaat offiziell an.

### Renaissance
Im 15. Jahrhundert kamen weitere Gebiete um Parma, Modena, Bologna, Ferrara, Romagna und Perugia hinzu. Der Kirchenstaat reichte nun bis an die Grenzen des pippinschen Schenkungsversprechens und hatte unter Papst Julius II. seine größte Ausdehnung erreicht.
Die Bedeutung des Kirchenstaats als territoriales Herrschaftsgebilde sank ab dem 16. Jahrhundert wieder. Er konnte sich im Ringen um die Herrschaft in Italien nicht über andere Territorialherren in Italien erheben und war immer von anderen Großmächten abhängig. Zeitweilig gingen Teile des Kirchenstaates – etwa Ferrara oder Urbino – als erbliche Herzogtümer mächtiger Fürstendynastien gänzlich verloren, doch gelang es den Päpsten um 1600, diese Gebiete zurückzugewinnen.

### Napoleonische Epoche

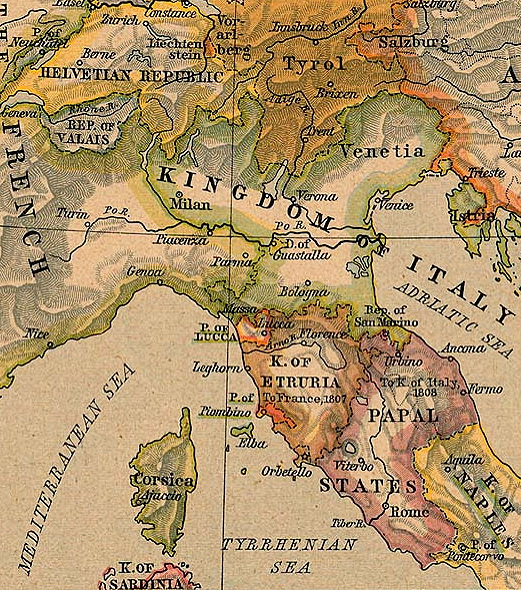
Der Kirchenstaat und seine Nachbarn 1806

Im Verlauf der Französischen Revolution und während der napoleonischen Herrschaft über Europa verkleinerte sich das Territorium des Kirchenstaats zusehends. Die Städte Bologna und Ferrara wurden schon im Ersten Koalitionskrieg 1796 ausgegliedert und bildeten zusammen mit dem Herzogtum Modena zuerst die neu gegründete Cispadanische Republik, 1797 einen Teil der Cisalpinischen Republik (ab 1802 Italienische Republik und ab 1805 Königreich Italien). 1798 wurde in Rom die Römische Republik ausgerufen, die aber schon im Herbst 1799 unterging. Papst Pius VI. (1774–1799) starb als Gefangener Frankreichs in Südfrankreich, sein Nachfolger Pius VII. (1800–1823) konnte nicht wie üblich in Rom, sondern musste unter österreichischem Schutz in Venedig gewählt werden. Allerdings erreichte Pius VII. bald einen politischen Ausgleich mit Napoleon, der auch zur Wiederherstellung des Kirchenstaates 1801 führte. Dieser Kirchenstaat sicherte seinen Fortbestand vor allem durch das Konkordat mit Napoleon Bonaparte vom 15. Juli 1801. Höhepunkt dieser Ausgleichsphase war die Kaiserkrönung Napoleons in Anwesenheit des Papstes am 2. Dezember 1804.
Die Weigerung des Papstes, einem Bündnis gegen Großbritannien beizutreten, führte jedoch wenige Jahre später zum Konflikt mit dem französischen Kaiser. Im November 1807 rückten wiederum französische Truppen in den Kirchenstaat ein, die im Februar 1808 Rom besetzten. Mit Dekret vom 2. April 1808 wurden die Provinzen Urbino, Ancona, Macerata und Camerino zu Teilen des Königreichs Italien erklärt und in die drei Departements Metauro, Musone und Tronto geteilt. Am 7. Mai 1809 erklärte Napoleon Bonaparte in Wien, dass Papst Pius VII. als weltlicher Herrscher aufgehört habe zu regieren, was faktisch die Annexion des Gebietes durch Frankreich bedeutete. Förmlich regelte sein Dekret vom 17. Mai die Eingliederung. Am 10. Juni 1809 fand die Vereinigung des säkularisierten Kirchenstaats mit dem französischen Kaiserreich (Departements Tiber und Trasimenus) statt. Nur die geistliche Macht wurde dem Papst belassen. Da Pius VII. gegen diese Beschlüsse protestierte und am 10. Juni über jeden, der zu ihrer Ausführung mitwirken würde, den Bann aussprach, drang in der Nacht zum 6. Juli der französische General Étienne Radet gewaltsam in den Quirinalspalast ein, verhaftete das Kirchenoberhaupt und brachte ihn mit seinem Staatssekretär, Kardinal Bartolomeo Pacca, erst nach Grenoble, dann nach Savona. Der Papst wurde gefangen gesetzt und im Jahr 1812 in Fontainebleau in Frankreich interniert. Stattdessen erhielt Napoleons Sohn Napoleon Franz Bonaparte 1811 gleich bei seiner Geburt den Ehrentitel König von Rom.

### Kirchenstaat nach 1815

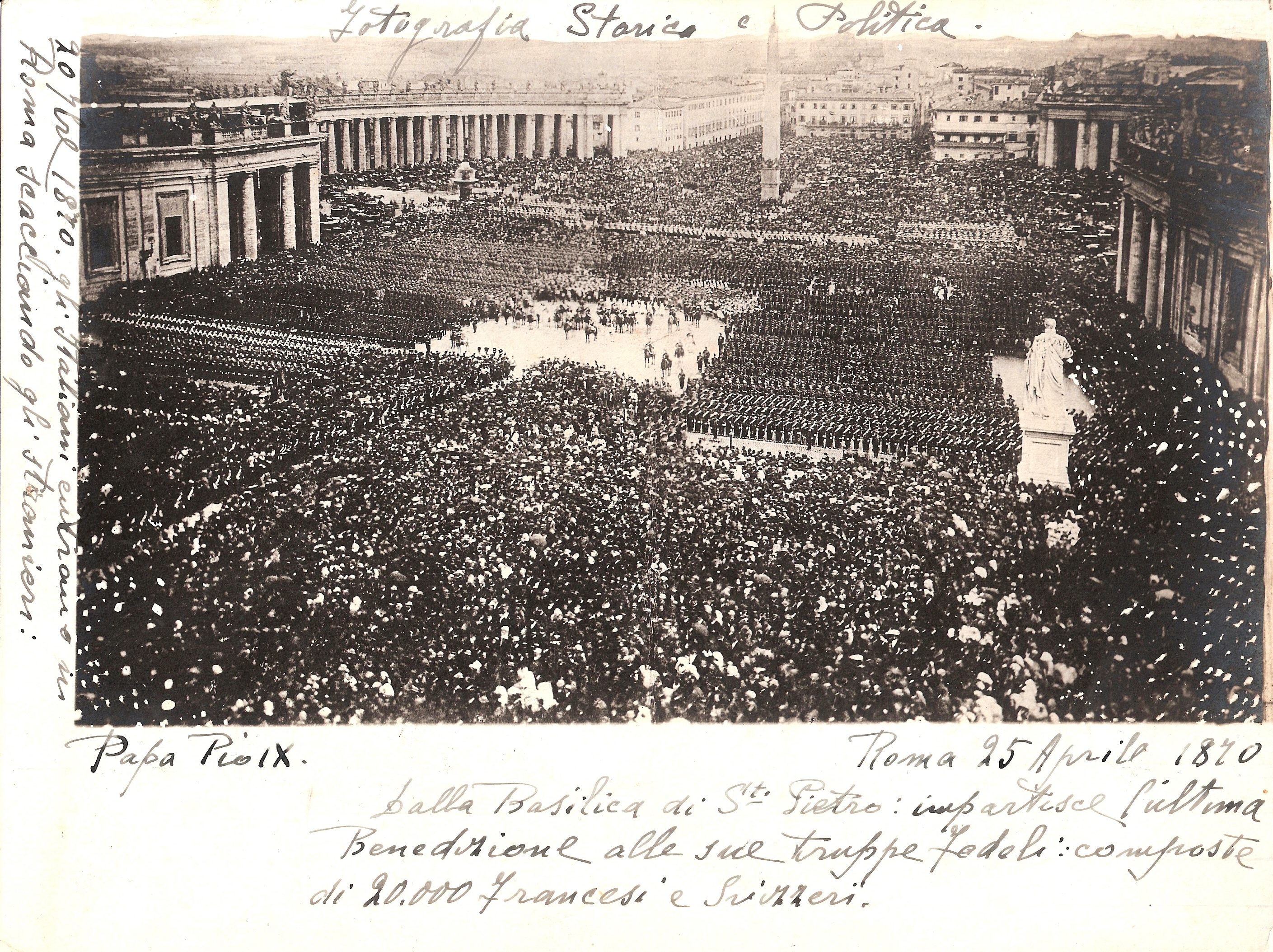
Papst Pius IX. segnet letztmals 1870 seine etwa 20.000 Mann umfassenden Truppen auf dem Petersplatz, Fotografie vom 25. April 1870, Privatbesitz der Familie Burzagli

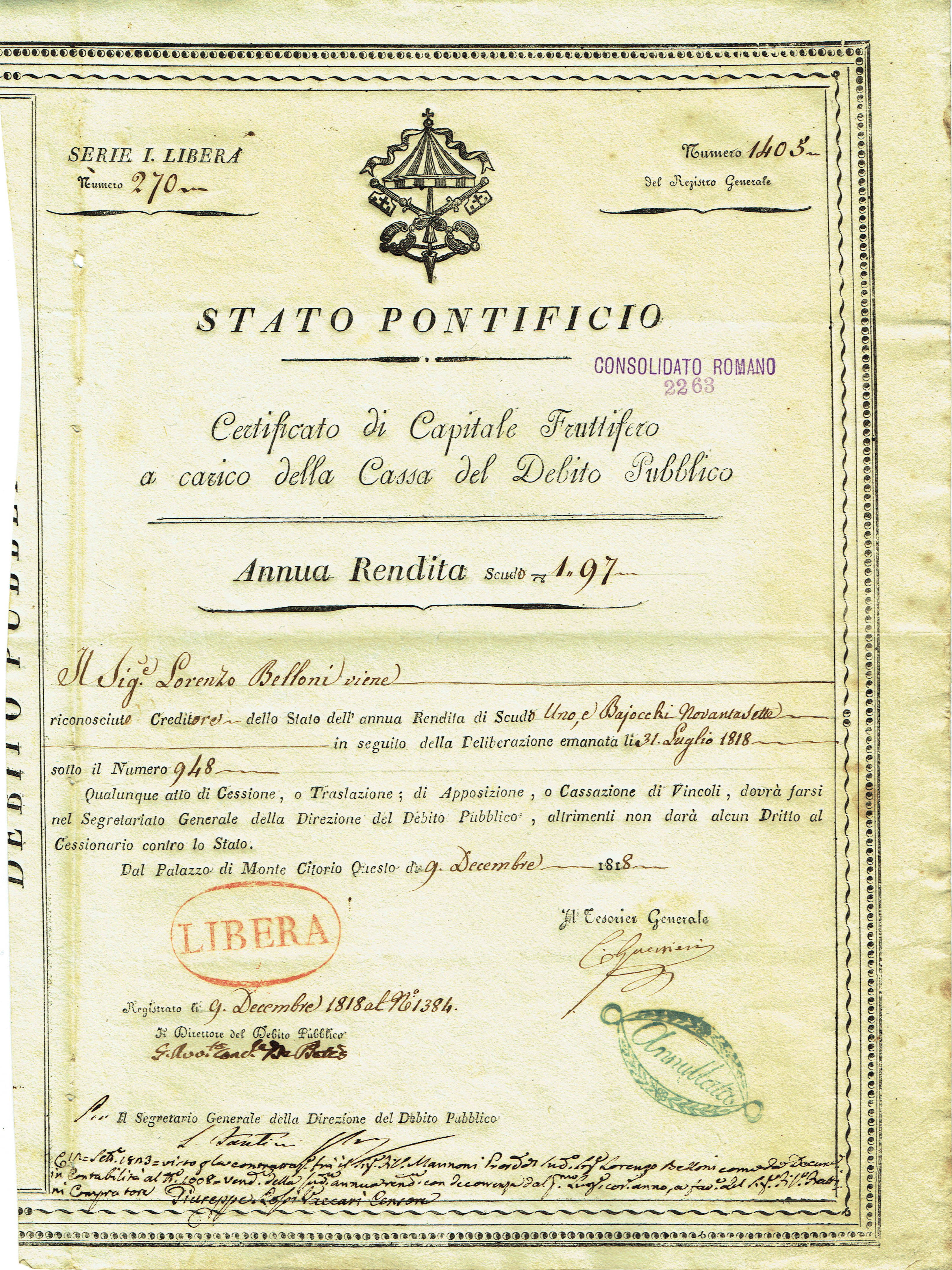
Anleihe des Kirchenstaates vom 9. Dezember 1818.

Erst nach dem Sturz Napoleons 1814 konnte der Papst nach Rom zurückkehren. 1815 wurde Europa auf dem Wiener Kongress im Sinne der Restauration neu geordnet und dabei der Kirchenstaat in seinen Grenzen von 1797 – also unter Verzicht auf die früheren südfranzösischen Exklaven – wiederhergestellt. In dieser Zeit besaß der Kirchenstaat eine verhältnismäßig kleine Armee, nach Bisingers „Vergleichende Darstellung der Grundmacht oder der Staatskräfte aller europäischen Monarchien und Republiken“ (1823) umfasste sie etwa 9100 Mann, die in Civitavecchia stationierte Flotte besaß zwei Fregatten.

Der Kirchenstaat und seine Nachbarn in Italien im Jahr 1843

In der Folgezeit besaß der Kirchenstaat in der gebildeten europäischen Öffentlichkeit – namentlich nach dem Tode Pius’ VII. 1823 – einen denkbar schlechten Ruf als Hort von Misswirtschaft, Reaktion und Unterdrückung, wie sie für Polizeistaaten typisch ist. Beispielhaft mag hierfür die Oper Tosca stehen. Pius VII. folgten Leo XII., Pius VIII. und Gregor XVI. (1831–1846).
Die Professorin für Moderne Geschichte an der Universität La Sapienza, Marina Caffiero, hat 2022 in ihrer Untersuchung Gli schiavi del papa ‚Die Sklaven des Papstes‘ aufgedeckt, dass die Päpste bis weit ins 19. Jahrhundert Sklaven hielten. Als längst alle anderen europäischen Staaten die Sklaverei abgeschafft hatten, gab es bis zum Ende des Kirchenstaats durch den italienischen Nationalstaat im Vatikan Sklaven. Ihrem Fazit zufolge werde dieses für die Amtskirche peinliche Thema bis heute totgeschwiegen.
In ihrer Recherche konnte sie sich des sogenannten «Libro dei Turchi» bedienen, der Aufzeichnung eines römischen Klerikers aus der Zeit des 18. und 19. Jahrhunderts. Dieses Buch gibt Auskunft über alle damals in Rom lebenden Sklaven, ihre Namen, ihr Alter und ihre Arbeitsstätten. Die genannten Sklaven des Papststaates hatten sich zum Katholizismus bekehrt in der Hoffnung, auf diese Weise ihre Freiheit zu erlangen. Dies war jedoch nicht der Fall, auch die Bekehrten blieben Sklaven.
1846 wurde Pius IX. Papst (und blieb es bis 1878). Er agierte anfänglich liberal (1846–1848) und wurde so zu einem Idol der Neoguelfen (des katholischen Flügels der italienischen Liberalen und Nationalisten des Risorgimento). Schon bald jedoch erfüllte er deren hochgespannte Erwartungen nicht mehr. Daraufhin kam es im Zuge der Revolutionen von 1848/49 in weiten Teilen Mitteleuropas auch in Rom zur Revolution. Der Papst musste fliehen.
Am 9. Februar 1849 wurde im Kirchenstaat die Republik ausgerufen (vgl. Römische Republik 1849).
Ab April intervenierten Frankreich und Spanien militärisch; im Juli war der Kirchenstaat wiederhergestellt. Seither verfolgte Pius IX. einen reaktionären, an die Politik Österreichs angelehnten Kurs. Diese Schutzmacht ging 1859 durch die Kriegsniederlage Österreichs gegen Frankreich und Sardinien-Piemont verloren; und da Frankreich lediglich die Region Latium um Rom militärisch abzusichern bereit war, schloss sich der Rest des bisherigen Kirchenstaates 1860 dem neuen Königreich Italien an.
Die zwischen Frankreich und Italien 1864 geschlossene Septemberkonvention verhinderte nicht, dass italienische Nationalisten um Giuseppe Garibaldi 1867 versuchten, Latium und Rom im Handstreich zu erobern. Deren Versuch scheiterte allerdings am Widerstand päpstlicher Truppen, darunter schweizerische Fremdenregimenter oder die aus niederländischen, belgischen und vor allem französischen Freiwilligen gebildeten Einheiten, die als Legion von Antibes und als Zuaven bekannt wurden. Am 3. November 1867 besiegten von General Hermann Kanzler geführte Truppen des Kirchenstaates und in Frankreich rekrutierte Hilfstruppen in der Schlacht von Mentana die Truppen Garibaldis.
Als Frankreich seine Truppen, die es nach dem als Bruch der Septemberkonvention empfundenen Invasion Garibaldis und seiner Freischärler zum Schutz des Kirchenstaates wieder in Rom stationiert hatte, im Sommer 1870 in der Sitzungspause des Ersten Vatikanischen Konzils aufgrund der Kriegserklärung gegen Preußen aus Rom abzog, marschierten italienische Truppen unter König Viktor Emanuel II. fast kampflos im Kirchenstaat ein, entmachteten den Papst politisch und proklamierten wenig später Rom zur Hauptstadt Italiens. Pius IX., der sich daraufhin in die Vatikanstadt zurückzog, war somit der letzte Herrscher des Kirchenstaates.
Der Status der Vatikanstadt war zunächst ungeklärt (so genannte „Römische Frage“), jedoch blieb in ihr de facto auch nach 1870 die Herrschaft der katholischen Kirche bestehen, so dass die kirchlichen Verwaltungsorgane aus dem restlichen Kirchenstaat in die Vatikanstadt verlegt wurden. Dieser Umstand (und damit auch der Stellung des Papstes und seines Verhältnisses zu Italien) wurde erst 1929 in den Lateranverträgen mit Mussolini geklärt. Danach beschränkt sich das weltliche Territorium der römischen Kirche auf die Vatikanstadt. Dem Vatikan als Nachfolger des Kirchenstaates wurde volle Souveränität und wieder der internationale Status eines eigenständigen Staates zuerkannt.

## Politik

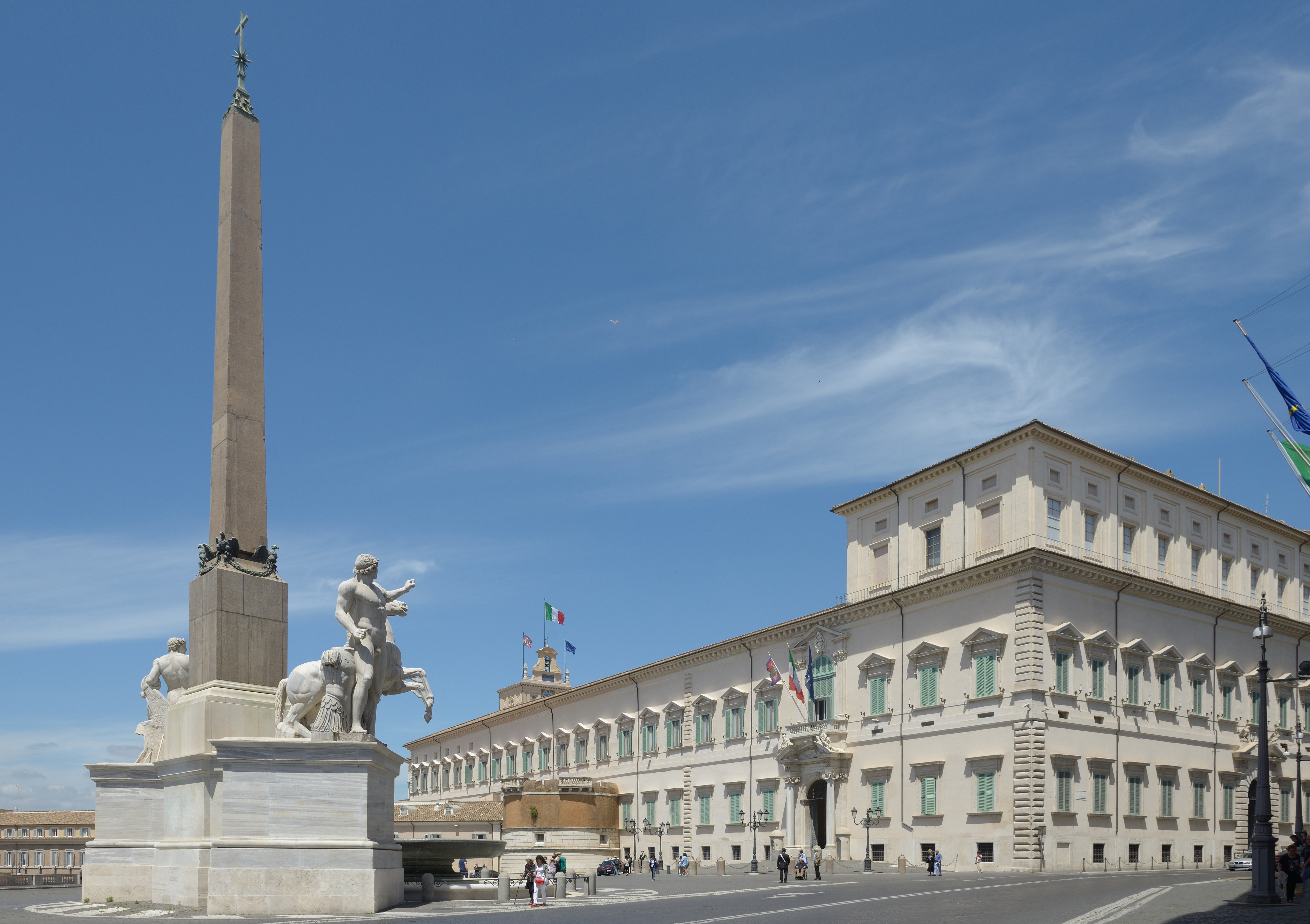
Der Regierungssitz des Kirchenstaats war der Quirinalspalast in Rom.

Der Kirchenstaat als politische Einheit sollte vor allem die Unabhängigkeit des mit absolutistischer Macht regierenden Papstes sichern. Da dieser vom Kardinalskollegium gewählt wurde, handelte es sich formal um eine Wahlmonarchie. Die Päpste stützten sich in ihrer Herrschaftsausübung auch auf den päpstlichen Adel, aus dem sie oft selbst hervorgingen.
In den verschiedenen Städten und Provinzen des Kirchenstaates wurde der Papst durch den jeweiligen Bischof als Gouverneur vertreten. Generell war es bis zur Verabschiedung der Verfassung von 1847 nur Geistlichen möglich, eine Position innerhalb der Regierung und Verwaltung des Kirchenstaates zu erlangen.

## Wirtschaft
Die Banco di Santo Spirito (Bank des Heiligen Geistes) wurde durch Papst Paul V. im Jahr 1605 als älteste Zentralbank in Europa gegründet und bestand in dieser Form bis 1923, als daraus eine Aktiengesellschaft gebildet wurde, deren Aktienmehrheit 1935 vom faschistischen Istituto per la Ricostruzione Industriale übernommen wurde. Ende des 20. Jahrhunderts erfolgten mehrere Fusionen, unter anderem mit der Banca di Roma, die 2002 zur Gründung des Bankkonzerns Capitalia führten.